# アシル・シェネー
アシル・シェネー（Achille Chainaye、1862年8月26日 - 1915年12月20日）は、ベルギーの彫刻家、ジャーナリストである。ジャン＝マリー・ガスパール（Jean-Marie Gaspar）とともにワロン地域での彫刻の復興の基礎を作った。

## 略歴
リエージュで生まれた。弟のエクトール・シェネー（Hector Chainaye: 1865-1913）は有名なジャーナリストになり、多くの文芸雑誌を創刊したことで知られる人物である。リエージュの王立美術学校で彫刻家のトマ・ヴァンソット（Thomas Jules Vinçotte: 1850-1925）に学んだ後、イタリアに留学した。1882年に展覧会にデビューした後、1883年にブリュッセルの前衛的な美術家グループ「20人展」のメンバーになった。1884年に若手の彫刻家に贈られるゴデシャール賞（Prix Godecharle）をライバルで同じ「20人展」のメンバーであったポール・デュ・ボア（Paul Du Bois: 1859–1938）と競い落選した。「20人展」の他のメンバーとはあまり親しくなくなり1884年から1886年の3回の「20人展」の展覧会に出展した後、「20人展」を退会し、彫刻家の活動を止めた。批評家の作品に対する評価が低かったこともあって、ジャーナリストとして活動に転じたため残された作品は少ない。「20人展」退会後も画家のジェームズ・アンソール（1860-1949）とは親交を続け書簡のやりとりをし、アンソールから木炭画が贈られている。
「Le Wallon」や「Le National Belge」「La Réforme」といった雑誌に美術評論や政治的な主張を寄稿した。弟のエクトール・シェネーとともにワロン語地域の地域主義の主張をしたことで知られている。1895年に「La Réforme」の経営を弟と引き継いだ。1914年8月、第一次世界大戦が勃発した後、アシル・シェネーが議長を務める「ブラバント・ワロン同盟（Ligue wallonne du Brabant）」は祖国防衛のためすべてのベルギー人の団結を呼びかけた。その後イギリスに移り、1915年12月にロンドンで亡くなった。